# 科瓦廖沃农村居民点
科瓦廖沃农村居民点（俄语：Ковалёвское сельское поселение）是俄罗斯联邦沃罗涅日州利斯基区所属的一个农村居民点。其下辖有7个居民点，行政中心为科瓦廖沃。据2016年统计，该农村居民点的人口为1880人。